# Playford City
Koordinaten: 34° 43′ S, 138° 40′ O

Die City of Playford ist ein lokales Verwaltungsgebiet (LGA) im australischen Bundesstaat South Australia. Playford gehört zur Metropole Adelaide, der Hauptstadt von South Australia. Das Gebiet ist 346 km² groß und hat etwa 90.000 Einwohner (2016).
Playford liegt im Norden von Adelaide etwa 25 Kilometer nördlich des Stadtzentrums. Das Gebiet beinhaltet 34 Stadtteile: Andrews Farm, Angle Vale, Bibaringa, Blakeview, Buckland Park, Craigmore, Davoren Park, Elizabeth, Elizabeth Downs, Elizabeth East, Elizabeth Grove, Elizabeth North, Elizabeth Park, Elizabeth South, Elizabeth Vale, Elizabeth West, Evanston Park, Gould Creek, Hillbank, Humbug Scrub, MacDonald Park, Munno Para, Munno Para Downs, Munno Para West, One Tree Hill, Penfield, Penfield Gardens, Sampson Flat, Smithfield, Smithfield Plains, Uleybury, Virginia, Waterloo Corner und Yattalunga. Der Verwaltungssitz des Councils befindet sich im Stadtteil Elizabeth im Zentrum der LGA.

## Verwaltung
Der Playford City Council hat 16 Mitglieder, 15 Councillor werden von den Bewohnern der sechs Wards gewählt (je drei aus Ward 1, 2 und 4, je zwei aus Ward 3, 5 und 6). Diese sechs Bezirke sind unabhängig von den Stadtteilen festgelegt. Der Ratsvorsitzende und Mayor (Bürgermeister) wird zusätzlich von allen Bewohnern der City gewählt.